# Младен Младенович
Младен Младенович (хорв. Mladen Mladenović, нар. 13 вересня 1964, Рієка) — югославський та хорватський футболіст, що грав на позиції півзахисника.
Виступав, зокрема, за клуб «Рієка», а також національну збірну Хорватії. Футболіст року в Хорватії (1994)

## Клубна кар'єра
У дорослому футболі дебютував 1981 року виступами за «Рієку», в якій виступав до 1989 року, взявши участь у 116 матчах чемпіонату. 1985 року також недовго грав на правах оренди за «Задар» у Другій югославській лізі.
1989 року перейшов у «Динамо» (Загреб), де грав до скасування чемпіонату СФРЮ по завершенні сезону 1990/91. Після цього Младенович перейшов у іспанський «Кастельйон», де провів два сезони у Сегунді.
У сезоні 1993/94 виступав за рідну «Рієку», після чого знову вирушив за кордон, виступаючи за австрійську «Аустрію» (Зальцбург) та яконський клуб «Гамба Осака». 
Протягом першої половини сезону 1997/98 виступав за «Хайдук» (Спліт), а потім знову став гравцем рідної «Рієки», де і завершив кар'єру в кінці сезону.

## Виступи за збірну
17 жовтня 1990 року дебютував в офіційних матчах у складі національної збірної Хорватії в товариській грі проти США (2:1) в історичному першому матчі збірної після проголошення незалежності. 
У складі збірної був учасником чемпіонату Європи 1996 року в Англії, де зіграв у всіх чотирьох матчах. 23 червня у чвертьфіналі хорвати поступились німцям (1:2) і вилетіли з турніру, а для Младена це був останній матч за збірну.
Всього протягом кар'єри у національній команді, яка тривала 7 років, провів у формі головної команди країни 19 матчів, забивши 3 голи.

## Статистика

### Клубна
| Сезон             | Клуб                  | Ліга                   | Чемпіонат | Чемпіонат | Кубок | Кубок | Міжнародні | Міжнародні | Всього | Всього |
| Сезон             | Клуб                  | Ліга                   | Ігор      | Голів     | Ігор  | Голів | Ігор       | Голів      | Ігор   | Голів  |
| ----------------- | --------------------- | ---------------------- | --------- | --------- | ----- | ----- | ---------- | ---------- | ------ | ------ |
| 1981–82           | «Рієка»               | Перша ліга Югославії   | 2         | 0         | –     | –     | –          | –          | 2      | 0      |
| 1982–83           | «Рієка»               | Перша ліга Югославії   | 7         | 0         | –     | –     | –          | –          | 7      | 0      |
| 1984–85           | «Рієка»               | Перша ліга Югославії   | 9         | 0         | –     | –     | –          | –          | 9      | 0      |
| 1985–86           | → «Задар»             | Друга ліга Югославії   | 16        | 6         | –     | –     | –          | –          | 16     | 6      |
| 1985–86           | «Рієка»               | Перша ліга Югославії   | 11        | 2         | –     | –     | –          | –          | 11     | 2      |
| 1986–87           | «Рієка»               | Перша ліга Югославії   | 24        | 1         | 5     | 0     | 1          | 0          | 30     | 1      |
| 1987–88           | «Рієка»               | Перша ліга Югославії   | 30        | 5         | 1     | 0     | –          | –          | 31     | 5      |
| 1988–89           | «Рієка»               | Перша ліга Югославії   | 33        | 13        | 1     | 0     | –          | –          | 34     | 13     |
| 1989–90           | «Динамо» (Загреб)     | Перша ліга Югославії   | 30        | 10        | 2     | 1     | 1          | 0          | 33     | 11     |
| 1990–91           | «Динамо» (Загреб)     | Перша ліга Югославії   | 28        | 6         | 2     | 3     | 2          | 0          | 32     | 9      |
| 1991–92           | «Кастельйон»          | Сегунда Дивізіон       | 36        | 12        | 4     | 1     | –          | –          | 40     | 13     |
| 1992–93           | «Кастельйон»          | Сегунда Дивізіон       | 30        | 8         | –     | –     | –          | –          | 30     | 8      |
| 1993–94           | «Рієка»               | Перша хорватська ліга  | 31        | 20        | 9     | 3     | –          | –          | 40     | 23     |
| 1994–95           | «Аустрія» (Зальцбург) | Австрійська Бундесліга | 31        | 8         | 1     | 1     | 8          | 3          | 40     | 12     |
| 1995–96           | «Аустрія» (Зальцбург) | Австрійська Бундесліга | 15        | 7         | 1     | 0     | 2          | 0          | 18     | 7      |
| 1996              | «Гамба Осака»         | Джей-ліга              | 20        | 11        | 3     | 1     | –          | –          | 23     | 12     |
| 1997–98           | «Хайдук» (Спліт)      | Перша хорватська ліга  | 12        | 4         | 2     | 1     | –          | –          | 14     | 5      |
| 1997–98           | «Рієка»               | Перша хорватська ліга  | 9         | 2         | 2     | 1     | –          | –          | 11     | 3      |
| Всього за «Рієку» | Всього за «Рієку»     | Всього за «Рієку»      | 156       | 43        | 18    | 4     | 1          | 0          | 175    | 47     |
| Всього за кар'єру | Всього за кар'єру     | Всього за кар'єру      | 374       | 115       | 33    | 12    | 14         | 3          | 421    | 130    |

### Збірна
| Хорватія | Хорватія | Хорватія |
| Рік      | Ігор     | Голів    |
| -------- | -------- | -------- |
| 1990     | 2        | 0        |
| 1991     | 1        | 0        |
| 1992     | 0        | 0        |
| 1993     | 1        | 0        |
| 1994     | 6        | 2        |
| 1995     | 5        | 1        |
| 1996     | 4        | 0        |
| Всього   | 19       | 3        |

## Досягнення
- Чемпіон Австрії (1):

«Аустрія» (Зальцбург): 1994–95
- Володар Суперкубка Австрії (2):

«Аустрія» (Зальцбург): 1994, 1995